# ذ
ذ(아랍어: ﺫﺍﻝ, 잘)은 아랍 문자의 아홉번째 글자로, 음가는 유성 치 마찰음 /ð/이다. 영어 단어 these의 'th' 발음에 해당한다.
| 글자 모양 | 글자 모양 | 글자 모양 | 글자 모양 |
| 단독형    | 어두형    | 어중형    | 어말형    |
| ﺫ         | (없음)    | (없음)    | ﺬ         |
| --------- | --------- | --------- | --------- |

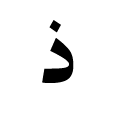

잘은 어두형과 어중형이 없이 단독형과 어말형만 있으며, 어두나 어중에 와도 원래 형태를 그대로 쓴다.